# جنگل ملی مالهور
جنگل ملی مالهور (به انگلیسی: Malheur National Forest) یک جنگل ملی در آمریکا است.
مساحت این جنگل ۶۹۰۰ کیلومتر مربع است و در ایالت اورگن گسترده است.

## نگارخانه

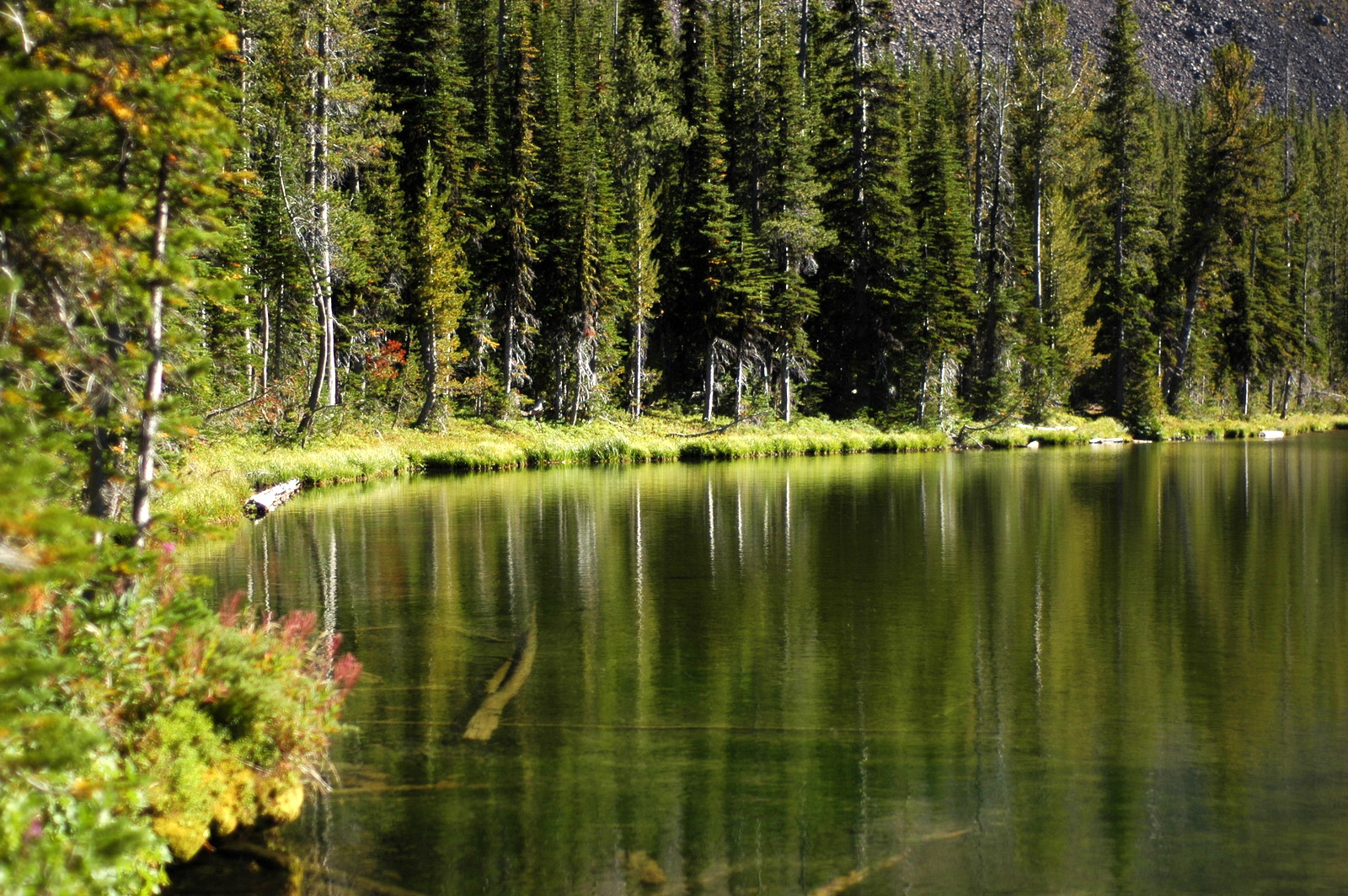